# Grójec Mały (województwo łódzkie)
Grójec Mały – wieś w Polsce, położona w województwie łódzkim, w powiecie sieradzkim, w gminie Złoczew.
| SIMC    | Nazwa | Rodzaj    |
| ------- | ----- | --------- |
| 0722450 | Jeże  | część wsi |
| 0722466 | Ługi  | część wsi |

W latach 1975–1998 miejscowość administracyjnie należała do województwa sieradzkiego.